# Stuk 15-lang-staal
Het stuk 15-lang-staal (ook wel: 'stuk van 15 Lang Staal', 'kanon van 15 cm Lang 24', 'kanon van 15 L 24', 'kanon van 15 Lang Staal', '15 Lang Staal' of kortweg '15 Lang') was een in 1880 binnen de Nederlandse Vestingartillerie ingevoerde stalen vuurmond met een kaliber van 150 mm (lengte 3.600 mm) en van het type 'ongeremde getrokken achterlader'. Het geschut bleef tot en met de meidagen van 1940 in gebruik bij de Nederlandse krijgsmacht.   

## Voorgeschiedenis

### Invoering van geschut van staal
Stalen geschut werd pas in de tweede helft van de 19e eeuw ontwikkeld nadat er grote vorderingen waren gemaakt in het smelt- en smeedproces van ijzer en staal. Stalen geschut verving in die periode massaal het bronzen en ijzeren geschut dat krijgsmachten toentertijd vooral in hun arsenalen hadden staan. 
De Frans-Duitse Oorlog van 1870-1871 toonde het Duitse stalen geschut superieur aan de Franse wapens. Het zorgde voor een kleine revolutie in zich herbewapenend Europa. Ook Nederland, dat in die dagen grote financiële schaarste kende en in de jaren zestig nog in (gehard) bronzen geschut had geïnvesteerd, investeerde wederom intensief in nieuwe artillerie voor zijn vestingen en fortificatiën. Aldus werden medio jaren zeventig enkele stalen vuurmonden beproefd van de firma Krupp uit Essen. Het ging om vestinggeschut in de kalibers 12,5 cm en 15 cm. Vestinggeschut was zwaar geschut dat bedoeld was om in vaste opstellingen - zoals wallen, bastions of fortificatiën - te worden opgesteld en derhalve was voorzien van een hoge affuit, welke de schietbuis boven de borstwering deed uitkomen. Krupp noemde dit type vuurmond Belagerungskanone.
Twee jaar lang onderzocht de Commissie van Proefneming de geschiktheid van de proefstukken in de legerplaats bij Oldebroek. De vuurmonden werden kennelijk gewaardeerd, want er volgden prompt significante opdrachten voor de aanschaf van uiteindelijk circa 160 vuurmonden van 12,5 cm (stuk 12-lang-staal) en circa 80 van 15 cm. De eerste 12,5 cm stukken werden vanaf 1878 ingevoerd. De 15 cm versie vanaf 1880. Het was in dezelfde tijd dat er voor de veldartillerie werd gekozen voor het stuk van 8-staal. De tegenwoordig wat curieus lijkende namen voor deze vuurmonden hadden een goede aanleiding. In die dagen was er namelijk ijzeren, bronzen en stalen geschut in de bewapening. Bovendien sorteerde men stukken in 'kort' en 'lang', aan de hand van de lengte van de schietbuis. Zo was er naast de 12-lang-staal een bronzen 12-kort-brons in de arsenalen in de jaren zeventig van de 19e eeuw. En naast de 15-lang-staal was er een kanon van 15-kort-brons.

### Terugloop
De 15 cm Krupp-vuurmond was, zoals gebruikelijk in die tijd, een ongeremde vuurmond, welke dus slechts met een rembedding of wigconstructie kon worden bediend. De zware vuurmond had bij het afvuren een zware actie, die slechts voor een klein deel door de vuurmond zelf kon worden geabsorbeerd door de voorwaartse kanteling van de loop over de tappen van de schietbuis, waarbij de kulas (achterdeel van een vuurmond) aanzienlijk omhoog kwam en de monding van de schietbuis evident diep omlaag boog. De rest van de actie werkte door in de affuit, die op vlakke grond het stuk doorgaans één tot anderhalve radomtrek achterwaarts liet lopen. Als men bedenkt dat de 15 cm vuurmond 4.700 kg massa had, dan is duidelijk dat een geleide terugloop van de vuurmond vereist was. Dergelijke massa's telkens terugduwen in de uitgangspositie was immers ondoenlijk. Daarom waren zware houten wiggen beschikbaar om achter de raden te plaatsen, zodat de terugloop werd beperkt en de vuurmond terugliep in zijn uitgangspositie. In bastions of fortificatiën waren vaak complete rembeddingen voorhanden voor eenzelfde effect. Die hadden echter als nadeel dat de hoek van terugloop vaststond op de hoofdschootsrichting, terwijl de houten wiggen konden worden meeverplaatst met de schootsrichting van de vuurmond. Ondanks deze eenvoudige beheersingsmaatregelen was het met dit geschut noodzakelijk dat er regelmatig werd nagericht ( = het opnieuw richten van het stuk op basis van bestek of bakens), omdat de wilde actie kon leiden tot uit de richting lopen van de vuurmond.     

### Gebruik
De vuurmond van 15-lang-staal schoot met een gescheiden lading. Projectiel en drijflading werden gescheiden van elkaar geladen. Dan werd met een plaat (en ring) de verbrandingskamer afgesloten. Nadien werd slagsas aangebracht en werd de vuurmond afgetrokken. De vuurmonden moesten met grote regelmaat worden gewist (= schoonmaken met een wisser van de schietbuis) net zoals er veel aandacht moest zijn voor vervuiling van de kulas. De vuursnelheid was voor een goed geoefende stukbemanning beperkt tot maximaal drie schoten per twee minuten, maar realistischer was één schot per minuut. Een vuursnelheid die tijdens de Eerste Wereldoorlog (1914-1918) nog aanvaardbaar was voor middelzwaar geschut, maar tijdens de Tweede Wereldoorlog (1939-1945) onaanvaardbaar traag was geworden en de waarde van een batterij 15-lang-staal tegenover een modernere vuurmond als het ware halveerde. Die devaluatie gold ook voor het maximale bereik en de kwaliteit van de munitie. Het maximale bereik van 8.800 m met een stalen brisantgranaat was aan de krappe kant voor de moderne oorlog, maar de 31,5 kg granaat had ook een voor zijn kaliber te beperkte brisante kracht door het gebruik van oudere springstoffen.      
De vuurmonden 15-lang-staal werden alle in de vestingartillerie opgenomen. In tegenstelling tot de kleinere 12-cm versie, werd de 15-lang staal niet van verbrede 'veldraden' (wielen) voorzien en uitsluitend bedoeld voor inzet vanuit verharde ondergrond en fortificatiën. De vuurmond vergde zes zware trekpaarden of acht gewone paarden als tractie op verhard terrein. Vlak voor de meidagen van 1940, toen de vuurmonden uit armoede weer in enige actieve batterijen werden opgenomen, werd voor tractie gebruikgemaakt van moderne TraDo vrachtwagens. In de jaren twintig werden de vuurmonden afgevoerd van de actieve sterkte en in arsenalen opgeslagen. Een gedeelte van de vuurmonden is daarbij vermoedelijk direct afgeschreven. Een ander deel werd geconserveerd. 

### Herbewapening vanaf 1935
In de tweede helft van de jaren dertig maakte Nederland weer werk van defensie. Vanaf 1935 kwamen herbewapeningsfondsen vrij en mocht de mogelijkheid voor aanschaf van modern geschut eindelijk worden verkend. De besluitvaardigheid liet echter, zoals op veel dossiers in die dagen, te wensen over, met name bij defensie zelf. Er werd zoveel getalmd en gedraald dat toen Nederland eindelijk zijn besluiten had genomen voor uitbreiding van de behoefte aan middelzwaar geschut, de geijkte leveranciers de handen vol hadden of om politieke redenen (nog) niet werden benaderd. Van uitstel kwam het tot afstel. Nederland zou er niet in slagen om behoudens een kleine portie zelf aangemaakt licentie-geschut nieuwe vuurmonden geleverd te krijgen. Het onwaarschijnlijke resultaat daarvan leidde tot het besluit niet alleen 36 batterijen 12-lang-staal vuurmonden in de actieve bewapening op te nemen, maar zelfs de in de jaren twintig in de mottenballen gezette 15-lang-staal in 12 batterijen te activeren! Zodoende werden in 1939 bij de mobilisatie 144 stukken van 12,5 cm en 48 stukken van 15 cm in parate batterijen ingedeeld en binnen de Vesting Holland, Betuwestelling en Grebbelinie opgesteld. Hoewel deze archaïsche vuurmonden niet meer dan een kwart van de artilleriesterkte vormden, en alle belligerenten (deelnemende partijen aan de oorlog) tijdens de Tweede Wereldoorlog deels met sterk verouderde wapens te velde zouden verschijnen, zouden de oude stalen vuurmonden in het toenmalige Nederlandse leger in de publieke opinie model komen te staan voor de desastreuze effecten van een decennialang verwaarloosd leger en de veronderstelde kansloosheid van dat leger tegen de overvaller.   
De 15-lang-staal vuurmond werd ingedeeld in een drietal zelfstandige artillerieregimenten, welke echter ieder slechts uit één afdeling met twaalf vuurmonden bestonden. Een complete afdeling werd daarnaast als volle reserve aangehouden. Bij ieder regiment was een kleine regimentsstaf van circa 40 man, een kleine munitietrein met twee dozijn man en enige munitiekarren en een drietal batterijen met ieder vier 12-lang-staal vuurmonden. Een batterij bestond uit slechts zo'n 65 man. Een stuksbediening bestond uit zes man en een wachtmeester-stukscommandant. 

### Beperkte capactiteit
De zeer beperkte omvang van de afdelingen 15-lang-staal werd veroorzaakt door het feit dat de opstellingen der stukken door de genie waren ingericht en de vuurmonden in feite als onverplaatsbaar waren beoordeeld. Ze stonden vast opgesteld in hun voorbereide bedding en zouden slechts van daaruit worden ingezet. Er was dus slechts aanwezigheid van stuksbediening en directe ondersteuning daarvan benodigd. Staven en treinen waren vrijwel niet-bestaand. De afdelingen werden grotendeels gevuld met aspirant-officieren en artilleristen uit de depots, terwijl slechts een enkele vak (onder)officier aanwezig was met de noodzakelijke kennis van deze oude vuurmond. Deze omstandigheden waren overigens slechts typerend voor de drie actieve afdelingen 15-lang-staal, die als noodmaatregel laat tijdens de mobilisatie haastig naar het zuiden en zuidoosten van de Vesting Holland waren gebracht om daar de 'vestingartillerie' een bescheiden extra impuls te geven.       
Voor de 15-lang-staal waren oorspronkelijk vele munitiesoorten beschikbaar: stalen brisantgranaat van 31,5 kg, stalen pantsergranaat (ter bestrijding van schepen en andere geharde objecten), gietijzeren buskruitgranaat, granaatkartets van 31,6 kg en kartets van 30,5 kg. In mei 1940 waren (vermoedelijk) alleen de stalen brisantgranaat (max. dracht circa 8.800 m) en stalen granaatkartets (maximale dracht circa 7.800 m) in de rantsoenen beschikbaar. De granaten konden met tijdbuizen worden uitgerust, zodat werking met versnelde of vertraagde ontsteking kon worden bereikt.
De 15-lang-staal was in tegenstelling tot zijn kleinere broertje van 12,5 cm niet van een verbeterde gasafsluiting voorzien. Dat betekende dat bij deze oude vuurmonden al bij voorbaat, en na gebruik in toenemende mate, gaslekkage ontstond. Dit kwam bereik en accuratesse niet ten goede. Omdat veel mechanische schade en uitval was verwacht, waren twaalf vuurmonden beschikbaar gehouden om uitval te compenseren.

## Mei 1940
Het Nederlandse leger had in mei 1940 de beschikking over 48 vuurmonden van 15-lang-staal waarvan er 36 daadwerkelijk waren ingedeeld in 9 batterijen en 12 als volledige reserve werden aangehouden.    
In de oorlogsorganisatie in mei 1940 waren drie regimenten met een enkele afdeling 15-lang-staal actief. Zij bestonden in totaal dus slechts uit 3 afdelingen met elk drie batterijen. De regimenten artillerie (RA) met 15-lang-staal geschut waren: 24.RA, 25.RA en 26.RA. Omdat deze 'regimenten' dus slechts uit één afdeling bestonden werden ze ook wel aangeduid als afdelingen artillerie (AA), en dus als 24.AA, 25.AA en 26.AA. De gebeurtenissen bij die eenheden in mei 1940 worden hieronder zeer beknopt weergegeven:     
- 24.RA was in zijn geheel opgenomen in de Groep Merwede, onderdeel van het Oostfront Vesting Holland. Dit was de sector Gorinchem - Sleewijk. Deze afdeling heeft geen vuurmonden hoeven inzetten.

- 25.RA was ingedeeld bij de Groep Kil en opgesteld in de sector Strijen, in het zuidoosten van de Hoeksche Waard. De afdeling had als kaarthoek de sector Moerdijk, waar het de westzijde van de Nederlandse voorverdediging zou ondersteunen en - nadat die zou zijn teruggenomen - de sector Moerdijk zou bestrijken ter voorkoming van Duitse oversteekpogingen van het Hollandsch Diep. Deze afdeling heeft vanaf 10 mei 1940 tot aan de ochtend van 13 mei intensief bijgedragen aan artilleriebeschietingen van de Duitse posities bij Willemsdorp, Lochtenburg en Moerdijk alsmede de verkeersbrug bij laatstgenoemde plaats. Een groot deel van de munitievoorraad is door de afdeling verschoten en zeker vier van de twaalf stukken zijn uiteindelijk door mechanische redenen permanent uitgevallen. Eén mechanisch reeds uitgevallen stuk werd door een bom van een Duitse Ju-88 met een voltreffer vernietigd. De afdeling had, ondanks luchtaanvallen en lichte beschietingen door Duitse artillerie en mortieren, geen dodelijke slachtoffers te betreuren in de afdeling. Men heeft de stukken op 13 mei achtergelaten en is teruggetrokken naar de sector west van het Spui. De vuurmonden van deze afdeling zijn na de strijd door vriend en vijand veel gefotografeerd.

- 26.RA was ingedeeld bij de Groep Spui nabij Numansdorp. Ze stonden slechts op enige kilometers van hun zeer actieve lotgenoten van 25.RA, maar zouden geen vijand in hun schootsector krijgen. Tegen alle bedoelingen in werd de afdeling van hoger hand uiteindelijk geïnstrueerd om te verplaatsen naar de sector langs de Oude Maas. Omdat voor de loodzware vuurmonden geen motortractie aanwezig was in de Hoeksche Waard, en men afgesneden was van de hoofdmacht binnen de Vesting-Holland, moesten de vuurmonden met enorme spannen paarden uit de polders worden getrokken. Deze verplaatsing duurde meer van verkenning tot realisatie twee dagen. Tegen de tijd dat men weer aan vuurgereedheid mocht denken, was de capitulatie een feit.

De 15-lang-staal vuurmonden waren in mei 1940 totaal ongeschikt voor inzet. Hoewel 25.RA moedig inzet vond en zich van zijn taken kweet, was het effect van het traagvurende geschut zo goed als nihil. De Duitsers konden ruim voor inslag anticiperen op het vuur dat continue in een vaste richting lag. De vuurmonden waren niet zonder lange vuurpauze om te zetten, zelfs niet voor kleine kaarthoekverschuivingen. Voor uitwerkingsvuur waren de zeer traagvurende kanonnen ongeschikt. De accuratesse was bovendien bedroevend. Wijkende afsluitplaten in het sluitstuk, zwakke drijfladingen en hoge slijtage van de oude schietbuizen leidde ertoe dat vuren met een andere bedoeling dan verstorende werking niet gegeven konden worden.     
De Duitsers hebben de in beslag genomen 15-lang-staal kanonnen naar Duitsland afgevoerd en vrijwel zeker omgesmolten.

## Specificaties
- Kaliber: 150 mm
- Lengte schietbuis: 3.600 mm (= kaliber lengte 24)
- Gewicht: 4.700 kg (vuurgerede vuurmond)
- Gewicht (schietbuis met kulas): 3.100 kg
- Vuursnelheid: 2-3 schoten per twee minuten (tot vijftien minuten max.)
- Maximum bereik: 8.800 m (mei 1940, stalen brisantgranaat 31,5 kg)
- Munitietype: gescheiden lading
- Munitiesoort: brisantgranaat, granaatkartets
- Mondingssnelheid: ca. 450 m/sec (stalen brisantgranaat 31,5 kg)
- Rem: ongeremd geschut
- Elevatie/declinatie: +37°/-14°
- Traverse: geen
- Bediening: 6 man plus stukscommandant
- Tractie: 8 paarden of tractor/TraDo